# Lockhartia ludibunda
Lockhartia ludibunda är en orkidéart som beskrevs av Heinrich Gustav Reichenbach. Lockhartia ludibunda ingår i släktet Lockhartia och familjen orkidéer. Inga underarter finns listade i Catalogue of Life.